# Centurion Glacier (glaciär i Antarktis)
Centurion Glacier är en glaciär i Antarktis. Den ligger i Västantarktis. Argentina, Chile och Storbritannien gör anspråk på området. Centurion Glacier ligger 251 meter över havet.
Terrängen runt Centurion Glacier är kuperad åt nordost, men åt sydväst är den platt. Havet är nära Centurion Glacier söderut. Trakten är glest befolkad. Närmaste befolkade plats är San Martín Station, 11,3 kilometer nordväst om Centurion Glacier. 